# 運煤到新堡
運煤到新堡(taking coal(s) to Newcastle) 是一句英文的熟語，表示有勇無謀的行動或是多此一舉。 其典故來由，是因為位於英格蘭東北部的泰恩河畔新堡，在經濟發展上曾經大量依賴煤的生產，該地區開採煤礦的歷史起於1538年。每年有15,000公噸的煤產自此地，是以若是其它地方想要向新堡兜售煤都將無功而返，這是簡單的供給和需求原理。原文 "To carry Coals to Newcastle" 最早的書面資料，是在1679年的北美，一封由William Fitzhugh所寫的信中"But relating farther to you would be carrying Coals to new Castle."而最早見諸報章則是一篇文章的標題：Labour in vain: or Coals to Newcastle: A sermon to the people of Queen-Hith, 1709.
Timothy Dexter是一位美國的實業家，曾經成功顛覆了這句話的意義。而他向來以古怪形象聞名當代，大眾視其為不入流的丑角。由於商業競爭對手的慫恿，他運了一船的煤並打算在新堡脫手。出乎意料之外，他並沒有如大家所以為的血本無歸，反而大發利市。原來是因為正好遇上當地的礦工罷工，致使新堡的煤礦生產停止，他運來的煤恰好滿足當地的殷切需求。
其它的案例還有1990年，美國國家礦業協會銷售煤到新堡，利潤頗豐。而2004年時，新堡推動煉鋁計畫，亦由加拿大鋁業公司自俄羅斯進口70,000公噸低硫煤至當地。不過這些案例都是在新堡的煤礦業衰退之後，時值新堡向世界運出最後一船的煤，已然是煉鋁計畫的六年前了。
雖然新堡的煤礦榮景不在，現在應用這句熟語仍不失其字面上的意義，因為澳洲有一個城市名字喚作紐卡索，即新堡之意。這個澳州的新堡正是因為當地開發出蘊藏量豐富的煤礦，讓當時的歐洲移民起了個相同的名字。而澳州新堡亦不負英國新堡的名聲，成為現今世界上煤礦主要供應者。
自從全球化的浪潮來襲，也出現不少和運煤到新堡類似的情節，而現在媒體更常用這句話來描述某個初期不被看好的事業，但是最後經營成功的故事。其它的案例還有從沙烏地阿拉伯出口番紅花到印度；英國出口瑪莎拉雞到印度 ；英國出口乳酪和香檳酒到法國，還有出口漫畫版的莎士比亞作品到日本。
即使地理環境和時代背景都和原先不再相同，這句話仍不退流行。